# 遗产
遗产在民法学中指死者死亡時，身後留下的财产總數或各種法律關係所取得之權利或義務、以及物之占有等，凡是非專屬於已死亡的被繼承人，其人留下一切所有之標的，皆是該被繼承人之遺產；這些財產權利、義務等，會依相關法律規定、被繼承人生前之意願表示如遺囑等處理。
后来借指历史上遗留下来的物质或精神财富，如自然遗产，文化遗产。有些人生前立遺囑、用信託方式或離世後遺產繼承人將財產捐贈社會公益，前者如遺贈，後者則為取得遺產之繼承人依被繼承人遺志另外為捐贈之處分行為。

## 相關
- 遺產稅
- 遺囑
- 繼承
- 遺產承繼人
- 爭產
- 知會備忘
- 直系親屬
- 遺贈